# Récompenses des Warriors de Golden State
Les Warriors de Golden State sont une franchise de basket-ball américaine évoluant dans la National Basketball Association. Cet article regroupe l'ensemble des récompenses des Warriors de Golden State durant les saisons NBA.

## Titres de l'équipe

### Champion NBA
Les Warriors ont gagné 7 titres de champion NBA : 1947, 1956, 1975, 2015, 2017, 2018, 2022.

### Champion de conférence
Ils ont remporté 7 titres de champion de la Conférence Ouest : 1975, 2015, 2016, 2017, 2018, 2019, 2022.

### Champion de division
Les Warriors ont été 12 fois champions de leur division : 1948, 1951, 1956, 1964, 1967, 1975, 1976, 2015, 2016, 2017, 2018, 2019.
Ces titres se répartissent en 3 titres de la division Est, 2 titres de la division Ouest et 7 titres de la division Pacifique.

## Titres individuels

### MVP
- Wilt Chamberlain – 1960
- Stephen Curry (x2) – 2015, 2016

### MVP des Finales
- Rick Barry – 1975
- Andre Iguodala – 2015
- Kevin Durant (x2) – 2017, 2018
- Stephen Curry - 2022

### MVP de la finale de la Conférence Ouest
- Stephen Curry – 2022

### Défenseur de l'année
- Draymond Green – 2017

### Rookie de l'année
- Woody Sauldsberry – 1958
- Wilt Chamberlain – 1960
- Rick Barry – 1966
- Jamaal Wilkes – 1975
- Mitch Richmond – 1989
- Chris Webber – 1994

### Meilleure progression de l'année
- Gilbert Arenas – 2003
- Monta Ellis – 2007

### Entraîneur de l'année
- Alex Hannum – 1964
- Don Nelson – 1992
- Steve Kerr – 2016

### Exécutif de l'année
- Dick Vertlieb – 1975
- Bob Myers (x2) – 2015, 2017

### NBA Clutch Player of the Year
- Stephen Curry – 2024

### NBA Sportsmanship Award
- Stephen Curry – 2011

### NBA Community Assist Award
- Stephen Curry – 2014
- Kevin Durant – 2018
- Gary Payton II – 2022

### Twyman-Stokes Teammate of the Year Award
- Stephen Curry – 2025

## Hall of Fame

### Joueurs
20 hommes ayant évolué principalement ou de façon significative chez les Warriors au cours de leur carrière ont été introduits au Basketball Hall of Fame (également appelé Naismith Memorial Basketball Hall of Fame)
| Joueur               | Activité aux Warriors | Activité aux Warriors    | Hall of Fame        |
| Joueur               | Années                | Titres avec Golden State | Année intronisation |
| -------------------- | --------------------- | ------------------------ | ------------------- |
| Andy Phillip         | 1950–1953             | 0                        | 1961                |
| Tom Gola             | 1955–1962             | 1                        | 1976                |
| Joe Fulks            | 1946–1954             | 1                        | 1978                |
| Paul Arizin          | 1950–1962             | 1                        | 1978                |
| Wilt Chamberlain     | 1959–1965             | 0                        | 1978                |
| Jerry Lucas          | 1969–1971             | 0                        | 1980                |
| Nate Thurmond        | 1963–1974             | 0                        | 1985                |
| Rick Barry           | 1965–1967 1972–1978   | 1                        | 1987                |
| Neil Johnston        | 1951–1959             | 1                        | 1990                |
| Robert Parish        | 1976–1980             | 0                        | 2003                |
| Chris Mullin         | 1985–1997 2000–2001   | 0                        | 2011                |
| Jamaal Wilkes        | 1974–1977             | 1                        | 2012                |
| Ralph Sampson        | 1987–1989             | 0                        | 2012                |
| Bernard King         | 1980–1982             | 0                        | 2013                |
| Guy Rodgers          | 1958–1966             | 0                        | 2014                |
| Mitch Richmond       | 1988–1991             | 0                        | 2014                |
| Šarūnas Marčiulionis | 1989–1994             | 0                        | 2014                |
| Jo Jo White          | 1979–1980             | 0                        | 2015                |
| Chris Webber         | 1993–1994 2008        | 0                        | 2021                |
| Tim Hardaway         | 1989–1996             | 0                        | 2022                |

### Entraineurs, managers et contributeurs
| Personnalité   | Activité aux Warriors | Activité aux Warriors    | Activité aux Warriors        | Hall of Fame        | Hall of Fame |
| Personnalité   | Années                | Titres avec Golden State | Fonction                     | Année intronisation | Qualité      |
| -------------- | --------------------- | ------------------------ | ---------------------------- | ------------------- | ------------ |
| Eddie Gottlieb | 1946–1962             | 2                        | fondateur                    | 1972                | contributeur |
| Frank McGuire  | 1961–1962             | 0                        | entraîneur                   | 1977                | entraîneur   |
| Pete Newell    | 1977–1984             | 0                        | recruteur                    | 1979                | contributeur |
| Alex Hannum    | 1963–1966             | 0                        | entraîneur                   | 1998                | entraîneur   |
| Bill Sharman   | 1966–1968             | 0                        | entraîneur                   | 2004                | entraîneur   |
| Don Nelson     | 1988–1995 2006–2010   | 0                        | entraîneur                   | 2012                | entraîneur   |
| Rick Welts     | 2011–                 | 3                        | président                    | 2018                | contributeur |
| Al Attles      | 1960–1983             | 1                        | joueur, entraîneur, exécutif | 2019                | contributeur |
| Rick Adelman   | 1995–1997             | 0                        | entraîneur                   | 2021                | entraîneur   |
| George Karl    | 1986–1988             | 0                        | entraîneur                   | 2022                | entraîneur   |

## Maillots retirés
Les maillots retirés de la franchise des Warriors sont les suivants :
- 9 - Andre Iguodala
- 13 - Wilt Chamberlain
- 14 - Tom Meschery
- 16 - Al Attles
- 17 - Chris Mullin
- 24 - Rick Barry
- 42 - Nate Thurmond

## Récompenses du All-Star Week-End

### Sélections au All-Star Game
Liste des joueurs sélectionnés pour le All-Star Game, en tant que joueur des Warriors de Golden State :
- Paul Arizin (x9) – 1951, 1952, 1955, 1956, 1957, 1958, 1960, 1961, 1962
- Joe Fulks (x2) – 1951, 1952
- Andy Phillip (x2) – 1951, 1952
- Neil Johnston (x6) – 1953, 1954, 1955, 1956, 1957, 1958
- Jack George (x2) – 1956, 1957
- Woody Sauldsberry – 1959
- Tom Gola (x3) – 1960, 1961, 1962
- Wilt Chamberlain (x6) – 1960, 1961, 1962, 1963, 1964, 1965
- Tom Meschery – 1963
- Guy Rodgers (x3) – 1963, 1964, 1966
- Nate Thurmond (x7) – 1965, 1966, 1967, 1968, 1970, 1973, 1974
- Rick Barry (x8) – 1966, 1967, 1973, 1974, 1975, 1976, 1977, 1978
- Jim King - 1968
- Clyde Lee - 1968
- Rudy LaRusso (x2) – 1968, 1969
- Jeff Mullins (x3) – 1969, 1970, 1971
- Jerry Lucas – 1971
- Cazzie Russell – 1972
- Jamaal Wilkes – 1976
- Phil Smith (x2) – 1976, 1977
- Bernard King - 1982
- Eric Floyd – 1987
- Joe Barry Carroll – 1987
- Chris Mullin (x5) – 1989, 1990, 1991, 1992, 1993
- Tim Hardaway (x3) – 1991, 1992, 1993
- Latrell Sprewell (x3) – 1994, 1995, 1997
- David Lee – 2013
- Stephen Curry (x11) – 2014, 2015, 2016, 2017, 2018, 2019, 2021, 2022, 2023, 2024, 2025
- Klay Thompson (x5) – 2015, 2016, 2017, 2018, 2019
- Draymond Green (x4) – 2016, 2017, 2018, 2022
- Kevin Durant (x3) – 2017, 2018, 2019
- Andrew Wiggins – 2022

### MVP du All-Star Game
- Paul Arizin – 1952
- Wilt Chamberlain – 1960
- Rick Barry – 1967
- Kevin Durant – 2019
- Stephen Curry (x2) – 2022, 2025

### Entraîneur au All-Star Game
- Alex Hannum – 1965
- Bill Sharman – 1968
- Al Attles (x2) – 1975, 1976
- Don Nelson – 1992
- Steve Kerr (x2) – 2015, 2017

### Vainqueur du concours à 3 points
- Stephen Curry (x2) – 2015, 2021
- Klay Thompson – 2016

### Vainqueur du concours de dunks
- Jason Richardson (x2) – 2002, 2003

### Vainqueur du Skills Challenge
- Stephen Curry – 2011

## Distinctions en fin d'année

### All-NBA Team

#### All-NBA First Team
- Joe Fulks (x3) – 1947, 1948, 1949
- Howie Dallmar – 1948
- Paul Arizin (x3)– 1952, 1956, 1957
- Neil Johnston (x4) – 1953, 1954, 1955, 1956
- Wilt Chamberlain (x4) – 1960, 1961, 1962, 1964
- Rick Barry (x5) – 1966, 1967, 1974, 1975, 1976
- Chris Mullin – 1992
- Latrell Sprewell – 1994
- Stephen Curry (x4) – 2015, 2016, 2019, 2021
- Kevin Durant – 2018

#### All-NBA Second Team
- Joe Fulks – 1951
- Andy Phillip (x2) – 1952, 1953
- Jack George – 1956
- Neil Johnston – 1957
- Tom Gola – 1958
- Paul Arizin – 1959
- Wilt Chamberlain – 1963
- Rick Barry – 1973
- Phil Smith – 1976
- Bernard King – 1982
- Chris Mullin (x2) – 1989, 1991
- Tim Hardaway – 1992
- Stephen Curry (x5) – 2014, 2017, 2022, 2023, 2025
- Draymond Green – 2016
- Kevin Durant (x2) – 2017, 2019

#### All-NBA Third Team
- Chris Mullin – 1990
- Tim Hardaway – 1993
- David Lee – 2013
- Klay Thompson (x2) – 2015, 2016
- Draymond Green – 2017
- Stephen Curry (x2) – 2018, 2024

### NBA All-Rookie Team

#### NBA All-Rookie First Team
- Nate Thurmond – 1964
- Fred Hetzel – 1966
- Rick Barry – 1966
- Jamaal Wilkes – 1975
- Gus Williams – 1976
- Joe Barry Carroll – 1981
- Larry Smith – 1981
- Mitch Richmond – 1989
- Tim Hardaway – 1990
- Billy Owens – 1992
- Chris Webber – 1994
- Joe Smith – 1996
- Marc Jackson – 2001
- Jason Richardson – 2002
- Stephen Curry – 2010
- Klay Thompson – 2012
- Harrison Barnes – 2013
- Eric Paschall – 2020
- Brandin Podziemski – 2024

#### NBA All-Rookie Second Team
- Latrell Sprewell – 1993
- Donyell Marshall – 1995
- Antawn Jamison – 1999

### NBA All-Defensive Team

#### NBA All-Defensive First Team
- Nate Thurmond (x2) – 1969, 1971
- Andre Iguodala – 2014
- Draymond Green (x5) – 2015, 2016, 2017, 2021, 2025

#### NBA All-Defensive Second Team
- Rudy LaRusso – 1969
- Nate Thurmond (x3) – 1972, 1973, 1974
- Phil Smith – 1976
- Jamaal Wilkes (x2) – 1976, 1977
- E.C. Coleman – 1978
- Latrell Sprewell – 1994
- Andrew Bogut – 2015
- Draymond Green (x4) – 2018, 2019, 2022, 2023
- Klay Thompson – 2019